# Belgija
Bélgija, uradno Kraljevína Bélgija neuradno  dežela vafljev (flamsko/nizozemsko Koninkrijk België; francosko Royaume de Belgique; nemško Königreich Belgien), je država v severozahodni Evropi. Na severu meji na Severno morje in Nizozemsko, na vzhodu na Nemčijo, na jugu pa na Luksemburg in Francijo. Obsega 30.538 km² in ima okoli 11,6 milijona prebivalcev. Je ena izmed ustanovnih članic Evropske unije s številnimi institucijami, ki so potrebne za njeno nemoteno delovanje. Skupaj s svojima sosedama, Nizozemsko in Luksemburgom, sestavlja Beneluks. Zaradi svoje lege, čez državo namreč poteka pomembna evropska jezikovna meja, sta se v državi oblikovali dve glavni jezikovni področji: Flandrija, v kateri ljudje večinoma govorijo flamsko (nizozemsko), in Valonija, v kateri govorijo francosko. Poleg omenjenih dveh avtonomnih regij z lastnima vladama, je posebna teritorialna skupnost/regija Belgije tudi glavno mesto Bruselj, ki je obenem znano kot sedež najpomembnejših evropskih institucij (pa tudi zveze NATO) in zato tudi kot neuradna evropska prestolnica. V Belgiji obstaja še manjša skupnost nemško govorečih prebivalcev na vzhodu države ob meji z Nemčijo. Prav zaradi teh jezikovnih in kulturnih razlik so bili v državi pogosti politični spori, ki jim še danes ni videti konca.
Belgija spada med manjše evropske države, hkrati pa med najgosteje naseljene in bogatejše. Zaradi svoje ugodne lege se je že od srednjega veka razvijala v trgovsko in industrijsko deželo. Prav zaradi lege je postala tudi tarča številnih osvajanj in bitk, ki so krvavo zaznamovale evropsko in belgijsko zgodovino.

## Zgodovina
V rimskem imperiju je bilo današnje ozemlje Belgije rimska provinca Belgijska Galija (Gallia Belgica), ki je zajemala tudi del Francije, Švice in Nizozemsko. Imenovala se je po galskih plemenih Belgih, ki jih je Cezar v svojih Komentarjih galskih vojn označil kot "najpogumnejše med Galci".
Po propadu Rima so na tem ozemlju zavladali Franki. Belgija je spadala v vzhodni del države, imenovan Vzhodna Frankovska (Francia Orientalis). Del te enote je leta 1384 pripadel Burgundiji, ki je  vladala Belgiji in Nizozemski. Lega Burgundije med Francijo in Nemčijo je močno vplivala na poznejšo belgijsko zgodovino. Burgundska nadvlada se je končala leta 1477, ko je umrl zadnji vojvoda, Karel Drzni.
Večina Burgundije je s poroko pripadla cesarju Maksimiljanu. Njegov vnuk Karel V. je podedoval Nizozemsko (katere del je bila Belgija). Leta 1516 je postal tudi španski kralj, s čimer je Nizozemska pripadla Španiji. Njegov naslednik Filip II. se je moral spoprijeti s hudim nasprotovanjem protestantov na severu pokrajine. 1581 se je 7 provinc dokončno odcepilo in ustanovilo Republiko Nizozemsko. Katoliška Belgija (Španska Nizozemska) je še naprej ostala v rokah Španije. Ker je bila ozemeljsko ločena od matice in blizu Franciji, si jo je ta še toliko bolj želela podrediti. To razmerje se je kazalo tudi v tridesetletni vojni, ko sta Nizozemska in Francija s skupnimi močmi poskušali zavzeti Belgijo, kar pa jima ni povsem uspelo. Do 1789 si je Francija v različnih konfliktih (španska, avstrijska nasledstvena vojna) pridobivala manjše dele ozemlja in v Belgiji izsiljevala svoje interese.
Leta 1787 je Jožef II. Habsburški v želji po centralizaciji svoje oblasti odpravil lokalno avtonomijo v Belgiji. Sledili so upori, ki so sovpadali z revolucijo v Franciji. 11. januarja 1790 je bila sicer razglašena Belgijska republika, ki pa jo je Jožefovemu nasledniku spet uspelo pokoriti. Po letu 1792 se je Avstrija zapletla v boje z novo francosko revolucionarno vlado. Končni rezultat spora je bil campoformijski mir (1797), po katerem je bila Avstrija prisiljena prepustiti Belgijo Franciji. Francoske nadvlade Belgijci res niso marali, jim je pa gospodarsko koristila, pridobili pa so tudi nekaj ozemlja (bogato mesto Liege). Vendar pa se je francosko obdobje končalo že leta 1815, ko je bila Belgija, natančneje Waterloo, prizorišče zadnjega velikega spopada Evrope z Napoleonom. Dunajski kongres je prinesel združitev Belgije in Nizozemske pod protestantskim vladarjem Viljemom I., kar pa je bil povod za belgijsko revolucijo avgusta 1830. 4. oktobra istega leta je bila razglašena neodvisna Belgija, ki so jo takoj priznale vse evropske velesile. Nizozemska je zgledu sledila šele leta 1839.
Druga polovica 19. stoletja pomeni za Belgijo obdobje industrijskega razcveta. Bila je ena prvih industrializiranih držav v Evropi, vsa večja mesta so bila z železnico povezana že v 40. letih. Vendar pa so se v tem obdobju začele kazati tudi napetosti med narodnimi skupnostmi. Problem je bil predvsem zaradi jezika, saj so bili Flamci v večini, Valonci pa so predstavljali višji in bogatejši razred. Osrednja pokrajina Brabant z Brusljem je bila jezikovno mešana. Vlada je zato postopoma priznala enakopravnost obeh jezikov.
V tem obdobju je bila pomembna tudi belgijska kolonialna dejavnost. Kralj Leopold II. je, ker je finančno pomagal pri odpravah v Afriko, leta 1885 dobil v kolonialno posest Svobodno državo Kongo (danes DR Kongo; prej Zair). Zaradi nečloveškega izživljanja nad domorodci (ocene med 8 do 10 milijoni mrtvih) so kolonijo 1908 iz rok kralja predali državi in jo preimenovali v Belgijski Kongo.
4. avgusta 1914 so nemške oborožene sile prestopile meje nevtralne Belgije. Belgijci so se pogumno uprli okupatorju. Štiri leta so zadrževali Nemce in obstali kljub veliko močnejšemu sovražniku. 18. septembra 1918 so zavezniki z ofenzivo osvobodili celotno obalo in prisilili Nemce k premirju. Ob koncu vojne je imela Belgija več kot 80 000 mrtvih, vojakov in civilistov. Ogromna je bila tudi materialna škoda, vendar pa si je Belgija s tujo pomočjo neverjetno hitro opomogla. Z versajsko mirovno pogodbo se je njena površina na račun Nemčije povečala za 989,3 km². Leta 1920 je Belgija zaradi slabih izkušenj preklicala nevtralnost in podpisala vojaško zvezo s Francijo.
10. maja 1940 je bila država znova nenapovedano napadena. Tudi pomoč Združenega kraljestva in Francije ni pomagala v boju proti Nemčiji. 28. maja je kralj Leopold III. podpisal brezpogojno predajo, ki pa je begunska vlada v Parizu ni priznala. Poleg tega je 30. maja razrešila kralja vseh pooblastil. Po zasedbi Francije je vlada pobegnila iz Pariza v London. 8. septembra 1944 se je med osvoboditvijo države vrnila v Bruselj.
Po drugi svetovni vojni je Belgija potrebovala nekaj časa, da si je opomogla, čeprav jo je prva svetovna vojna bistveno bolj prizadela. 26. junija 1945 je postala ustanovna članica Skupnosti združenih narodov, aprila 1949 pa še članica Nata. Čeprav je na referendumu 57,6 % volivcev glasovalo za vrnitev kralja Leopolda iz izgnanstva, so sledili nemiri, ki so hudo ogrozili stabilnost države. Leopold je moral svoje pravice prenesti na sina Baudouina, ki je postal kralj 17. julija 1951.
Združevati pa so se začeli tudi zahodnoevropski narodi. 1952 je bilo ustanovljeno Evropsko združenje za premog in jeklo, katerega ustanovna članica je bila tudi Belgija. Ko so hotele države ustanoviti še skupno obrambno združenje, se Francija ni želela pridružiti. Zato je belgijski zunanji minister Paul-Henri Spaak predlagal drugačno povezavo. Na njegovo pobudo je bila leta 1957 ustanovljena Evropska gospodarska skupnost. Njen sedež so postavili v Bruselj.
Leta 1960 je Belgija dokončno izgubila svojo kolonijo Belgijski Kongo. Poleg tega sta se 1962 osamosvojila Burundi in Ruanda, ki sta bila od 1. svetovne vojne pod belgijsko upravo.
V 60. letih so se nasprotovanja med narodoma zmeraj bolj ostro kazala. Vlada je stvari poskušala rešiti s popravki zakonodaje glede uradnih jezikov, vendar to problema ni odpravilo. Leta 1968 je zaradi spora med Flamci in Valonci padla vlada. Občasna nestabilnost se je pojavljala vsa 70. leta. Zmeraj jasneje je bilo, da je edina mogoča pot sprememba ustave in cepitev na zvezne države. To se je v resnici zgodilo 1989, ko je vlada nekatera pooblastila predala posameznim federalnim enotam. Federalizacija je bila dokončno končana leta 1993. Belgija je tega leta uradno postala federacija s tremi zveznimi enotami.
Marca 1992 je po zamenjavi v vrhu stranke vlado sestavil predsednik krščanskih socialistov Jean-Luc Dehaene. V naslednjih letih je Belgija podpisala Maastrichtski sporazum in končala federalizacijo. 31. julija 1993 je umrl kralj Baudouin, nasledil ga je njegov brat Albert II. Maja 1995 je levosredinska koalicija spet dobila večino v parlamentu.
Avgusta 1996 je v Belgiji izbruhnil škandal, povezan z organizirano pedofilijo, ki je v javnosti sprožil hude pomisleke glede sodnega sistema. Ko je bilo dokazano, da so s škandalom povezani tudi ljudje v vladi, so sledile množične protivladne demonstracije (250 000 ljudi v Bruslju oktobra 1996). Aprila 1997 je komisija, ki je preiskovala pedofilski škandal, predstavila svoje poročilo. Razkrila je nesposobnost sodstva in policije, ki nista uspela pravočasno ukrepati. Aprila 1998 sta odstopila ministra za pravosodje in notranje zadeve. Vladna kriza se je začasno končala z zaupnico premierju Dehaeneju.
Junija 1999 je bila koalicija na parlamentarnih volitvah poražena, kar je bila tudi posledica škandala z zastrupljeno hrano, ki je izbruhnil mesec dni prej. Nova desnosredinska koalicija, sestavljena iz liberalcev, socialistov in stranke zelenih, je nastopila 12. julija 1999. Kot novi predsednik vlade je prisegel predsednik liberalcev Guy Verhofstadt. Sicer pa je bila to prva vlada po letu 1958, ki ni vključevala katere koli krščanske stranke. Po volitvah leta 2003 je Verhofstadt začel svoj drugi mandat.
Kralj Albert II. je 3. julija 2013 napovedal, da se bo 21. julija 2013, ko je belgijski narodni dan, odpovedal prestolu v korist svojemu sinu Filipu. Približno eno uro po tem, ko je kralj Albert odstopil s prestola, je novi kralj Filip prisegel kot kralj Belgijcev.

## Upravna delitev
Belgija je razdeljena na tri federalne regije, dve regiji pa sta nadalje razdeljeni še vsaka na pet provinc.
1. Flandrija (nizozemsko Vlaanderen, francosko Flandre ali Flandres)
  - Antwerpen
  - Limburg
  - Vzhodna Flandrija (Oost-Vlaanderen)
  - Zahodna Flandrija (West-Vlaanderen)
  - Flandrijski Brabant (Vlaams-Brabant)
2. Valonija (francosko Wallonie, nizozemsko Wallonië)
  - Valonski Brabant (Brabant Wallon)
  - Namur
  - Liège
  - Hainaut
  - Luksemburg (Luxembourg)
3. Regija Bruselj glavno mesto (nizozemsko Brussels Hoofdstedelijk Gewest, francosko Région de Bruxelles-Capitale, nemško Die Region Brüssel-Hauptstadt).

## Demografija
Od 1. januarja 2018 ima Belgija glede na popis 11.570.762 prebivalcev. Večina živi v mestih, v letu 2004 97 %. Gostota prebivalstva v Belgiji je 365 na kvadratni kilometer (952 na kvadratni kilometer) od marca 2013. Najgosteje naseljeno območje je Flandrija. Ardenini imajo najnižjo gostoto. Od 1. januarja 2015 je imela Flandrija 6.437.680 prebivalcev, najbolj naseljena mesta pa so Antwerpen (511.771), Gent (252.274) in Bruges (117.787). V Valoniji je bilo 3.585.214 s Charleroijem (202.021), Liègem (194.937) in Namurjem (110.447), najbolj naseljenim mestom. V Bruslju živi 1.167.951 prebivalcev v 19 občinah glavne regije, od katerih imajo tri več kot 100.000 prebivalcev.

## Gospodarstvo
Izhodišče za razvoj današnjega belgijskega gospodarstva je bila industrijska revolucija v prvi polovici 19. stoletja. Začelo se je s tekstilno industrijo, rudarstvom in jeklarstvom v okrožju Hainaut na jugozahodu Belgije. Belgijsko gospodarstvo je nato dolgo časa temeljilo na kopanju premoga in železarstvu. V petdesetih letih dvajsetega stoletja pa se je to spremenilo, mogočni industrijski obrati na jugu Belgije so postali stvar preteklosti, s čimer so Valonci začeli gospodarsko zaostajati za Flamci na severu Belgije, ki so bili bolj kmetijsko usmerjeni, izjema je Bruselj. Jeklarska kriza v sedemdesetih letih je še dodatno oslabila valonsko gospodarstvo. Prav nasprotno pa se je dogajalo Flamcem. Tuja vlaganja in ugodna lega so spodbudili razvoj gospodarstva, ki ima danes veliko prednost pred valonskim in je zato vzrok za številna politična nasprotja in separatistične težnje Flandrije. Z razvojem gospodarstva sta bili zgrajeni veliki novi pristanišči v Antwerpnu in Zeebruggeu, s čimer se je izvoz iz države, ki je izvozno naravnana, še dodatno povečal. Država ima tudi enega najbolj razvitih železniških sistemov v Evropi z več kot 113 km prog na 1000 km². Velik pomen ima storitvena dejavnost, ki zaposluje kar 75 % delovne sile. Deloma je to učinek Bruslja, pomembnega upravnega središča EU, deloma pa prometa in trgovine.
Kmetijstvo je zaradi samooskrbe in trgovine izredno pomembno. Zadovoljuje več kot polovico domačih potreb. Najpomembnejše obdelovalne površine so v osrednji Belgiji, kjer pridelujejo: krompir, pšenico, koruzo, sladkorno peso, oves, ječmen in rž. V Ardenih sta izredno razvita gozdarstvo in živinoreja, prav tako tudi v obmorskih predelih. V zadnjem desetletju narašča tudi turizem, predvsem v večjih mestih, kot so: Bruselj, Gent, Brugge in Antwerpen, ob obali Severnega morja pa so številna letovišča.
Antwerpen je poleg velikega pristanišča znan tudi po diamantih. Mesto je eden največjih centrov na svetu za trgovanje in brušenje diamantov, prek njega poteka več kot polovica trgovine s tem najdragocenejšim kamnom. V mestu so kar štiri diamantne borze, pet diamantnih bank ter več tisoč diamantnih podjetij. Večina trga z diamanti je v rokah belgijskih Judov. V Antwerpnu živi več kot deset tisoč Judov, kar je največja judovska skupnost v Evropi.

### Denar
Do uvedbe evra se je uporabljal belgijski frank (1Bfr = 100 centimov).

## Flamci in Valonci
V grobem je Belgija razdeljena na tri dele: Flandrijo, Valonijo in Bruselj. V Flandriji,  ki je na severu Belgije, govorijo nizozemsko, v Valoniji pa francosko. Bruselj je v Flandriji in je dvojezičen, čeprav večinoma prevladuje francoščina, zaradi česar je mesto že dolgo časa sporno območje med Flamci in Valonci. Valonci so tretjina vsega belgijskega prebivalstva, Flamcev pa je dobra polovica. Na območju Ardenov živi še nemška manjšina, kjer je glavni jezik nemščina.
Kljub jasni razdelitvi jezikovnih območij jezikovno vprašanje že skoraj dvesto let povzroča številne politične spore, ki jim ni videti konca in grozijo, da bodo državo raztrgali na dva dela. Jezikovni spor se je pojavil že kmalu po nastanku države, saj je združevala številne narode. Na začetku je prevladovala francoščina, tako da so bili Flamci zapostavljeni in zatirani. Spor so nekoliko zgladili razni jezikovni zakoni, ki so uvedli flamščino v šole in na sodišča. S propadom valonskega gospodarstva se je dvignila flandrijska zavest, tako da so Flamci organizirali številne demonstracije in zahtevali enakopravnost in kulturno samostojnost. Te so v sedemdesetih in osemdesetih letih pripeljale do spremembe ustave, ki so jezikovnim skupinam v državi zagotovile največjo mogočo avtonomijo. Nova ustava je strogo razdelila Flandrijo in Valonijo, Bruselj pa je dobil začasen status dvojezičnega območja. Ločitev je povzročila decentralizacijo javnih ustanov, v drugi polovici osemdesetih let pa se je Belgija začela oblikovati v zvezno državo. Obsežna samostojnost dežel naj bi odpravila spore, ki so nastajali že od nastanka države, vendar so žal še vedno močni, tako da v Bruslju ne morejo sestaviti vlade, ki bi vodila državo, s čimer je Belgija postala država, ki najdlje ni mogla oblikovati nove vlade.

## Geografija
Belgija deli meje s Francijo (620 km), Nemčijo (167 km), Luksemburgom (148 km) in Nizozemsko (450 km). Njena skupna površina, vključno z vodnim območjem, je 30.528 kvadratnih kilometrov, od katerih je kopnega 30.278 kvadratnih kilometrov. Leži med zemljepisnima širinama 49° 30' in 51° 30'N, dolžinama 2° 33' in 6° 24'.
Belgija ima tri glavne geografske regije; obalna ravnica na severozahodu in osrednja planota sta v anglobelgijskem bazenu in Ardeni – višavje na jugovzhodu do hercijskega orogenega pasu. Pariška kotlina doseže majhno četrto območje na najjužnejši Belgijski Loreni.
Obalna ravnina je sestavljena predvsem iz peščenih sipin in polderjev. Nadaljnje kopno je gladka, počasi naraščajoča pokrajina, ki jo namakajo številne vodne poti, s plodnimi dolinami in severovzhodno peščeno ravnico Campine (Kempen), ki je bila včasih zaradi številnih rudnikov center belgijske težke industrije. Gozdnati griči in planote Ardenov so robustnejši in bolj skalnati z jamami in majhnimi soteskami. Na zahodu proti Franciji je to območje vzhodno povezano z Eiflom v Nemčiji s planoto High Fens, kjer je Signal de Botrange najvišja točka države s 694 metri.
Podnebje je morsko zmerno s pomembnimi padavinami v vseh letnih časih (klasifikacija podnebja Köppen: Cfb) tako kot večina severozahodne Evrope. Povprečna temperatura je najnižja v januarju pri 3 °C in najvišja v juliju pri 18 °C. Povprečne količine padavin na mesec se gibljejo med 54 mm za februar in april, 78 mm za julij. Povprečja za leti 2000 do 2006 kažejo dnevne temperaturne vrednosti najmanj 7 °C in največ 14 °C  in mesečne količine padavin 74 mm; to je približno 1 °C in skoraj 10 milimetrov nad normalno vrednostjo dvajsetega stoletja.
Fitogeografsko Belgijo delijo med atlantsko Evropo in srednjeevropske pokrajine regije Circumborealne v Borealskem kraljestvu. [46] Po podatkih Svetovnega sklada za naravo ozemlje (World Wide Fund for Nature) Belgija pripada ekoregiji atlantskih mešanih gozdov. Zaradi visoke gostote prebivalstva, industrializacije in njene lokacije v središču zahodne Evrope ima še vedno okoljske težave. Zaradi doslednih prizadevanj različnih ravni vlad v Belgiji se stanje okolja v Belgiji postopoma izboljšuje, tako da se glede na varstvo okolja uvršča med enajst najboljših držav (9 od 132). Poleg tega ima Belgija eno najvišjih stopenj recikliranja odpadkov v Evropi. Flandrija ima zlasti največjo stopnjo preusmerjanja odpadkov v Evropi. Skoraj 75 odstotkov tam nastalih odpadkov se ponovno uporabi, reciklira ali kompostira.

## Pomembnejša belgijska mesta

### Bruselj
Mesto je nastalo ob koncu 10. stoletja ob reki Seni, zgradili so ga francosko govoreči naseljenci. Zaradi ugodne lege se je v 11. stoletju razvilo v cvetoče trgovsko mesto, ki je dobilo ime Brouscella (Mesto ob potoku). V 13. stoletju je bil Bruselj znan po vsej Evropi kot veliko trgovsko mesto in središče volnarstva. Ker je bilo mesto zaradi trgovine bogato, je bilo tarča številnih osvajanj: Burgundcev, Špancev, Habsburžanov ter Francozov in Nizozemcev. Leta 1830 je neka domoljubna pesem, zapeta v gledališču, sprožila upor in revolucijo, ki je pripeljala do belgijske samostojnosti. Leta 1831 je Bruselj postal prestolnica neodvisne Belgije.
Po odcepitvi Belgije od Nizozemske je Bruselj kot prestolnica nove države nenehno rasel in se razvijal. Razvijal se je predvsem na podlagi trgovine. Preživel je obe svetovni vojni in je danes poleg prestolnice Belgije tudi prestolnica Evropske unije. V njem delujejo vse institucije, potrebne za nemoteno delovanje Evropske unije. Zaradi številnih uradov se mesto ponaša z mogočnimi stavbami, širokimi cestami in parki. Nasproti sodobnega mesta stoji staro mestno jedro, ki si ga vsako leta ogleda več tisoč turistov z vsega sveta. Center starega mesta je Grand Place (Veliki trg). Okoli trga so slikovite stare hiše bruseljskih trgovcev in obrtnikov, ki izvirajo iz konca 17. stoletja. Na trgu je tudi Hotel de Ville oziroma mestna hiša, ki je ena najlepših gotskih stavb v Evropi. Na vrhu njenega stolpa stoji kip svetega Mihaela, ki je zavetnik Bruslja. Mesto je po svetu znano tudi po kipu Manneken Pis, kipu dečka, ki lula, ter Atomiumu, stavbi, ki so jo postavili leta 1958 za svetovno razstavo Expo.

### Gent
Mesto se je razvilo ob ustju reke Leie in je bilo od 13. stoletja glavno mesto Flandrije. V 13. in 14. stoletju je mesto spadalo med najpomembnejše evropske trgovske prestolnice. Bilo je središče tekstilne industrije, zaradi česar je bilo eno najbogatejših evropskih mest. V Gentu se je rodil cesar Karl V. , ki pa je mestu odvzel politične pravice in s tem okrnil njegov razvoj. V 18. stoletju se je mesto s predelavo bombaža ponovno povzpelo med pomembnejša industrijska mesta. K njegovemu hitremu razvoju so pripomogli tudi številni kanali, skozi katere so trgovci tovorili številne dobrine. Danes je v mestu tretje največje pristanišče v Belgiji. V okolici mesta je razvita jeklarska ter avtomobilska industrija. Vsako leto mesto obišče tisoče turistov z vsega sveta, ki si ogledajo srednjeveško podobo starega mestnega jedra, skozi katero potekajo številni kanali in mostovi.

### Brugge
Brugge, pravijo mu tudi severne Benetke, je še lepše mesto od Genta. Mesto se je začelo razvijati v 14. in 15. stoletju, ko je bilo to še povezano z morjem, in je bilo svoj čas eno največjih trgovskih pristanišč v severni Evropi. Trgovci so v mesto pripluli po Zwinu, ozkem morskem rokavu, naravnost v bruško pristanišče, kjer se je trgovalo s suknom, svilo, zlatom, soljo, začimbami in dragim nakitom. Bogastvo mesta je izviralo predvsem iz trgovanja z volno. Z izsuševanjem morja in s tem oddaljevanjem mesta od morja in morskih poti se je pomen mesta začel počasi zmanjševati. Do ponovnega razvoja je prišlo na začetku 20. stoletja, ko so zgradili pristanišče Zeebrugge ter ga s kanali povezali z Bruggeem. Danes je večina industrije v sosednjem Zeebruggeu, sam Brugge pa je nekakšen muzej na prostem, ki ga vsako leto obišče tisoče turistov z vsega sveta. S svojimi kanali, mostovi in srednjeveškimi hišami in cerkvami je dosti slikovitejši od sosednjega mesta Gent.

### Antwerpen
Antwerpen je glavno mesto Flandrije. Tako kot večina belgijskih mest se je mesto začelo razvijati v 14. in 15. stoletju s pomočjo trgovine. Z gospodarskim zatonom mesta Brugge je Antwerpen prevzel večino trgovine ter si v 16. in 17. stoletju s tem še povečal svojo moč in bogastvo. V njem so poleg domačih delovale tudi številne tuje trgovske hiše, tako da je prek mesta potekala skoraj vsa svetovna trgovina.
Danes je Antwerpen eden od treh glavnih centrov svetovne diamantne industrije. V njem poteka velik delež trgovine z diamanti in obdelava najlepših primerkov. Antwerpen je četrto največje pristanišče na svetu in drugo v Evropi, za Rotterdamom.
Leta 1920 je mesto gostilo olimpijske igre.
V Antwerpnu je tudi eden starejših živalskih vrtov, v katerem skrbijo za ogrožene vrste.

## Zanimivosti
- Bruselj: glavno mesto Belgije, poznano tudi kot prestolnica Evropske unije, v njem izdelujejo tudi svetovno znane čokoladne praline,  Atomium, spominski park Waterloo,  Manneken Pis
- Antwerpen: drugo največje belgijsko mesto, največje pristanišče v Belgiji in svetovno središče trgovanja z diamanti
- Brugge: mesto v Flandriji, poznano po zaščitenem zgodovinskem središču na Unescovem seznamu
- Gent: mesto bogate zgodovine, čudovite arhitekture, priznanih umetniških muzejev in zelenih parkov
- mesto Mons
- podzemne jame Dinant pri istoimenskem mestu
- mesto Leuven
- stolnica v Tournaiju, od leta 2000 na Unescovem seznamu svetovne dediščine kot Notre-Dame Cathedral in Tournai
- Ardeni

## Kultura
Regija, ki ustreza današnji Belgiji, je kljub političnim in jezikovnim razlikam zaznala cvetenje velikih umetniških gibanj, ki so močno vplivala na evropsko umetnost in kulturo. Danes je v določenem obsegu kulturno življenje osredotočeno znotraj skupnosti vsakega jezika in številne ovire so manj izrazito deljene v kulturi. Od sedemdesetih let dvajsetega stoletja v državi ni dvojezičnih univerz in visokih šol, razen Kraljeve vojaške akademije in Pomorske akademije v Antwerpnu, ni nobenih skupnih medijev in nobene velike kulturne ali znanstvene organizacije, v kateri sta zastopani obe glavni skupnosti.

### Umetnost in arhitektura
Prispevki v slikarstvu in arhitekturi so bili še posebej bogati. V zgodovini umetnosti so mozanska umetnost, zgodnja nizozemska, flandrijska renesansa in baročno slikarstvo in glavni primeri romanske, gotske, renesančne in baročne arhitekture. Medtem ko v umetnosti iz 15. stoletja v državah današnjega Beneluksa prevladujejo verske slike Jana van Eycka in Rogierja van der Weydna, je za 16. stoletje značilen slog večjih slik, kot so slike krajine Pietra Breugla starejšega in predstavitev antike Lamberta Lombarda. Čeprav je baročni slog Petra Paula Rubensa in Anthonyja van Dycka rasel v zgodnjem 17. stoletju na južnem Nizozemskem, je kasneje postopoma zamrl.

V 19. in 20. stoletju so se pojavili številni izvirni romantični, ekspresionistični in nadrealistični belgijski slikarji, med njimi James Ensor in drugi umetniki, ki pripadajo skupini Les XX, Constant Permeke, Paul Delvaux in René Magritte. Avantgardno gibanje CoBrA se je pojavilo v 50. letih 20. stoletja, medtem ko je kipar Panamarenko še vedno izjemen lik v sodobni umetnosti. Multidisciplinarni umetniki Jan Fabre, Wim Delvoye in slikarji Guy Huygens in Luc Tuymans so druge mednarodno priznane osebnosti na sodobnem umetniškem prizorišču.
Belgijski prispevki k arhitekturi so se nadaljevali tudi v 19. in 20. stoletju, vključno z delom Victorja Horte in Henryja van de Veldeja, ki so bili glavni pobudniki sloga art nouveau.
V južnem delu območja se je razvila vokalna glasba francosko-flandrijske šole in je pomembno prispevala k renesančni kulturi. V 19. in 20. stoletju so živeli pomembni violinisti, kot so Henri Vieuxtemps, Eugène Ysaÿe in Arthur Grumiaux, medtem ko je Adolphe Sax izumil saksofon leta 1846. Skladatelj César Franck je bil rojen leta 1822 v Liègeu. Sodobna popularna glasba je tudi v Belgiji ugledna. Jazz glasbenik Toots Thielemans in pevec Jacques Brel sta dosegla svetovno slavo. Danes je pevka Stromae glasbeno razkritje v Evropi in zunaj nje, ki ima velik uspeh. V rok/pop glasbi so Telex, Front 242, K's Choice, Hooverphonic, Zap Mama, Soulwax in dEUS dobro znani. Na težkometalnem prizorišču so skupine, kot so Machiavel, Channel Zero in Enthroned, znane po vsem svetu.
Belgija ima več znanih avtorjev, med njimi so pesniki Émile Verhaeren, Robert Goffin in romanopisci Hendrik Conscience, Georges Simenon, Suzanne Lilar, Hugo Claus, Joseph Weterings in Amélie Nothomb. Pesnik in dramatik Maurice Maeterlinck je leta 1911 dobil Nobelovo nagrado za književnost. Hergéjevo delo Doživetja Tintina je najbolj znan francosko-belgijski strip, mnogi drugi pomembnejši avtorji, med njimi Peyo (The Smurfs), André Franquin (Gaston Lagaffe) , Dupa (Cubitus), Morris (Lucky Luke), Greg (Achille Talon), Lambil (Les Tuniques Bleues), Edgar P. Jacobs in Willy Vandersteen so belgijski industriji risanega filma prinesli svetovno slavo.
Belgijski film je v živo na zaslone prinesel več flandrijskih romanov. Belgijski režiserji so André Delvaux, Stijn Coninx, Luc in Jean-Pierre Dardenne; znani igralci so Jean-Claude Van Damme, Jan Decleir in Marie Gillain; uspešni filmi so Volovska glava (Bullhead), Zgodilo se je čisto blizu vas (Man Bites Dog) in Alzheimer Affair. V osemdesetih letih 20. stoletja je bila po študiju na Kraljevskem kolidu lepih umetnosti v Antwerpnu ustanovljena svetovno znana oblikovalska skupina Antwerp Six.

### Folklora
Folklora ima pomembno vlogo v belgijskem kulturnem življenju: dežele poznajo sorazmerno veliko procesij, kavalkad (skupine jezdecev), parad, slavnostnih sprevodov (ommegang) in čaščenj svetih zavetnikov (ducase), praznovanj postavitev cerkev (kermesse) in druge lokalne festivale, skoraj vedno z izvirnim verskim ali mitološkim ozadjem. Karneval v kraju Binche (Carnival of Binche) s svojimi znamenitimi klovni (gilles), procesijo velikanov in zmajev v Athu, Bruslju, Dendermondu, Mechelnu in Monsu Unesco priznava kot mojstrovino ustne in nematerialne dediščine človeštva.
Znani so tudi karneval v Aalstu, verske procesije Svete krvi v Bruggeu, bazilika Virga Jesseja v Hasseltu in Marijina bazilika Hanswijk v Mehelnu; 15. avgusta festival v Liègeu in valonski festival v Namurju. Gentse Feesten je nastal leta 1832 in oživel v šestdesetih letih dvajsetega stoletja ter  postal sodobna tradicija. Pomemben neuradni praznik je dan svetega Nikolaja, praznik za otroke in v Liègeu za študente.

### Kuhinja
Mnogo visoko uvrščenih belgijskih restavracij je v najbolj vplivnih vodnikih za restavracije, kot je vodnik Michelin. Belgija je znana po pivu, čokoladi, vafljih in pomfritu z majonezo. V nasprotju z njegovim imenom se domneva, da francoski krompir izvira iz Belgije, čeprav je točen kraj izvora negotov. Narodne jedi so "zrezki in krompirček s solato" in "školjke s krompirjem".
Znane so blagovne znamke belgijske čokolade in praline, kot so Côte d'Or, Neuhaus, Leonidas in Godiva, pa tudi neodvisni izdelovalci, kot so Burie in Del Rey v Antwerpnu in Mary's v Bruslju. Belgija proizvaja več kot 1100 vrst piva. Trapistovo pivo opatije Westvleteren je večkrat ocenjeno kot najboljše pivo na svetu. Največja pivovarna na svetu je Anheuser-Busch InBev, ki ima sedež v Leuvnu.

## Kraji svetovne dediščine
- Flamske beginaže (1998)[13]
- Grand Place (Veliki trg, Bruselj (1998)[14]
- Dvigala za ladje na Canalu du Centre (in njegovi bližini, La Louvière in Le Roeulx (Hainault)) (1998)[15]
- Zvoniki Belgije in Francije (1999)[16]
- Staro mestno jedro Brugga (2000)[17]
- Secesijske palače arhitekta Victorja Horte (Bruselj) (2000)[18]
- Neolitski rudniki kremena pri Spiennesu (Mons) (2000)[19]
- Stolnica Notre-Dame v Tournaiju (2000)[20]
- Muzej tiskarstva Plantin-Moretus (2005)[21]
- Starodavni prvobitni bukovi gozdovi Karpatov in drugih delov Evrope (2017)[22]
- Stocletova hiša, Antwerpen (2009)[23]
- Pomembni kraji valonskega rudarstva (2012)[24]
- Dela arhitekta Le Corbusierja, izjemen prispevek k sodobnemu gibanju (2016)[25]